# Chizuru Arai
Chizuru Arai (jap. 新井千鶴 Arai Chizuru; * 1. November 1993) ist eine ehemalige japanische Judoka. Sie gewann bis 2018 zwei Weltmeistertitel im Einzel, 2021 wurde sie Olympiasiegerin.

## Sportliche Karriere
Arai kämpft im Mittelgewicht, der Gewichtsklasse bis 70 Kilogramm. 2012 war sie U20-Asienmeisterin, 2013 Zweite bei den U21-Weltmeisterschaften. Bei den Asienspielen 2014 gewann sie im Einzelwettbewerb die Silbermedaille hinter der Südkoreanerin Kim Seong-yeon. Mit der japanischen Damen-Mannschaft gewann sie den Team-Wettbewerb. 2015 siegte sie mit dem Team auch bei den Weltmeisterschaften in Astana. Im Einzelwettbewerb belegte sie den fünften Platz nach Niederlagen gegen die Französinnen Gévrise Émane und Fanny Posvite. Bei den alljapanischen Meisterschaften unterlag Arai 2016 Haruka Tachimoto, die vier Monate später auch Olympiasiegerin wurde.
Ihren ersten Weltmeistertitel im Einzel gewann Chizuru Arai bei den Weltmeisterschaften 2017 in Budapest, nachdem sie im Halbfinale Yuri Alvear aus Kolumbien und im Finale María Pérez aus Puerto Rico besiegt hatte. Zwei Tage später gewann die japanische Mannschaft auch den Mixed-Wettbewerb. 2018 in Baku wiederholte Arai ihren Erfolg aus dem Vorjahr. Im Einzel siegte sie im Viertelfinale gegen Alvear und im Halbfinale gegen Pérez. Mit dem Finalsieg über die Französin Marie-Ève Gahié gewann Arai ihren zweiten Einzeltitel, drei Tage später siegte das japanische Team im Mixed-Wettbewerb. 2019 unterlag sie im Achtelfinale der Weltmeisterschaften in Tokio der Portugiesin Barbara Timo. Bei den Olympischen Spielen in Tokio besiegte sie im Viertelfinale die Deutsche Giovanna Scoccimarro. Das Halbfinale gegen die Russin Madina Taimasowa dauerte über sechzehn Minuten, bis Arai den Golden Score erzielen konnte. Im Finale gewann Arai die Goldmedaille gegen die Österreicherin Michaela Polleres. Im Mixed-Mannschaftswettbewerb gewann die japanische Mannschaft die Silbermedaille hinter Frankreich. Im September 2021 erklärte Chizuru Arai ihren Rücktritt vom Leistungssport.